# Zygmunt Miłkowski
Zygmunt Miłkowski, bút danh Teodor Tomasz Jeż, cũng gọi là Władysław Bonar, ZFM, Fortunat Metko (sinh ngày 23 tháng 3 năm 1824 tại Saracea, Thủ phủ Podolia, Đế quốc Nga – mất ngày 11 tháng 1 năm 1915 tại Lausanne, Thụy Sĩ) là một nhà văn theo chủ nghĩa lãng mạn, nhà báo và chính trị gia người Ba Lan.
Zygmunt Miłkowski đã tham gia đấu tranh giành độc lập cho Ba Lan với tư cách là lãnh đạo của Liên minh Ba Lan (tiếng Ba Lan: Liga Polska). Năm 1869, Zygmunt Miłkowski trở thành một trong những thành viên của Hiệp hội Khoa học Serbia. Hiệp hội này chính là tiền thân của Viện Hàn lâm Khoa học và Nghệ thuật Serbia ngày nay.

## Tác phẩm tiêu biểu
- Wasyl Hołub
- Handzia Zahornicka
- Historia o pra-pra-prawnuku
- Hryhor Serdeczny
- Szandor Kowacz
- Ci i tamci
- Asan
- Uskoki
- Narzeczona Harambaszy
- Niezaradni (1884)
- Ofiary 1874
- Dahijszczyzna
- Rotułowicze
- W zaraniu
- Dersław Z Rytwian
- Za króla Olbrachta
- Nauczycielka
- Emancypowana
- Pamiętniki starającego się
- Od kolebki przez życie
- Nad rzekami Babilonu
- Rycerz chrześcijański (1889), một tiểu thuyết có nội dung về Skanderbeg